# عز الدين المفتي
عز الدين المفتي، وزير أردني سابق من مواليد مدينة عمان عام 1917م. 

## دراسته وعمله
حصل على ليسانس الحقوق من جامعة دمشق عام 1939م، وعمل في عدة وظائف منها:
- قاضي للصلح
- مدعي عام
- مساعد النائب العام
- عضو محكمة بداية
- عضو محكمة الاستئناف.

## الوظائف السياسية
- عمل سكرتيرا في وزارة الخارجية.
- عُيّن مديرا لضريبة الدخل في عمان منذ عام 1953 وحتى عام 1958م.
- عُيّن وكيلا لوزارة المالية عا مي 1958م، 1959م
- عمل مديراعاما لبنك الأردن.
- عُيّن مديرا عاما لدائرة الجمارك عامي 1962-1963م.
- عُيّن وزيرا للمالية عام 1963م، وأُعيد تعيينه مرة ثانية عام 1965م.
- عيّن وزيرا للمواصلات عام 1967م.[3]
- أعيد تعيينه مديرا عاما لبنك الأردن منذ عام 1967 وحتى عام 1972م.